# بازار تکاب افشار
بازار روباز تکاب در سال ۱۳۲۸ تا سال ۱۳۳۸ توسط معمار معروف شهر تبریز استاد غلام حسین معمار باشی تبریزی به دستور ساعد السطان افشار (فتحعلی خان افشار) در چهار خیابان اصلی به مرکزیت چهارراه فعلی تکاب ساخته شد. درهای زیبا و چوبی به روش پیمون بندی یا به اصطلاح امروزی «طراحی صنعتی» ساخته شدن. نجار آن نیز استاد کربلایی محمد نجار تبریزی بود.
امروزه در خیابانهای امام و انقلاب فعلی آثاری از این بازار روباز (مغازه‌ها) قابل رویت می‌باشد. بازاری زیبا و حیاتی که نقش اقتصادی در شهر را ایفا می‌کند.